# ブルガリアのイスラム教

ブルガリアの州別のイスラム教信者の割合

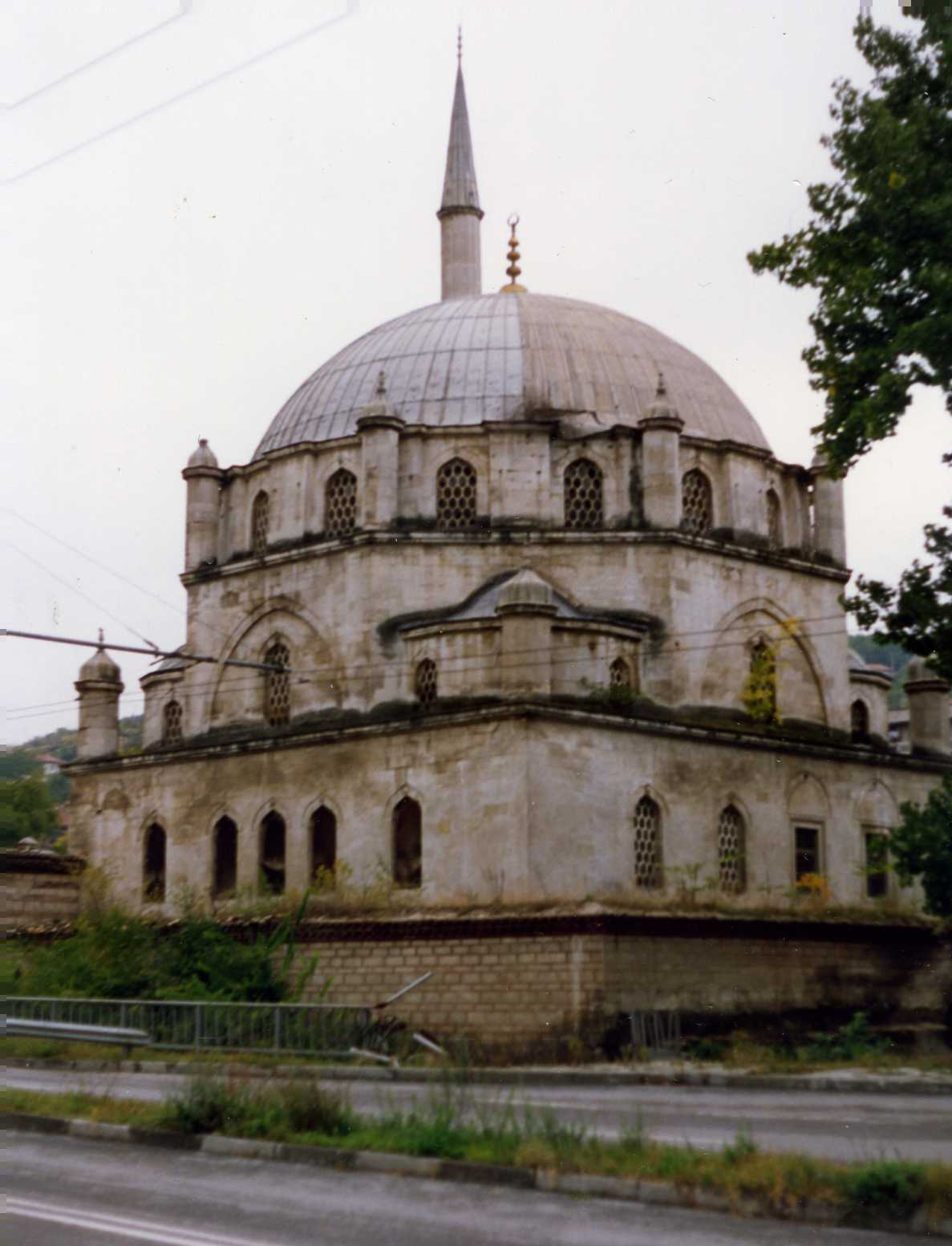
シュメンのトンブル・モスク、1993年

本項目では、ブルガリアのイスラム教（ブルガリアのイスラムきょう）について記述する。
イスラム教はブルガリア国内少数派宗教の中では最大の信者数を有する。2011年の国勢調査によると、国内のムスリム（イスラム教徒）の総数は577,139人にのぼり、これは全人口の7.8％に相当する（この国勢調査の他には、12％とする資料もある）。ブルガリアのムスリムにはトルコ系ブルガリア人、ムスリム・ブルガリア人、ロマ人が含まれるが、彼らは主にブルガリア北東部に居住、特にラズグラト州、トゥルゴヴィシテ州、シュメン州、シリストラ州、ロドピ山脈 （主にクルジャリ州）に多い。

## ブルガリアのムスリム

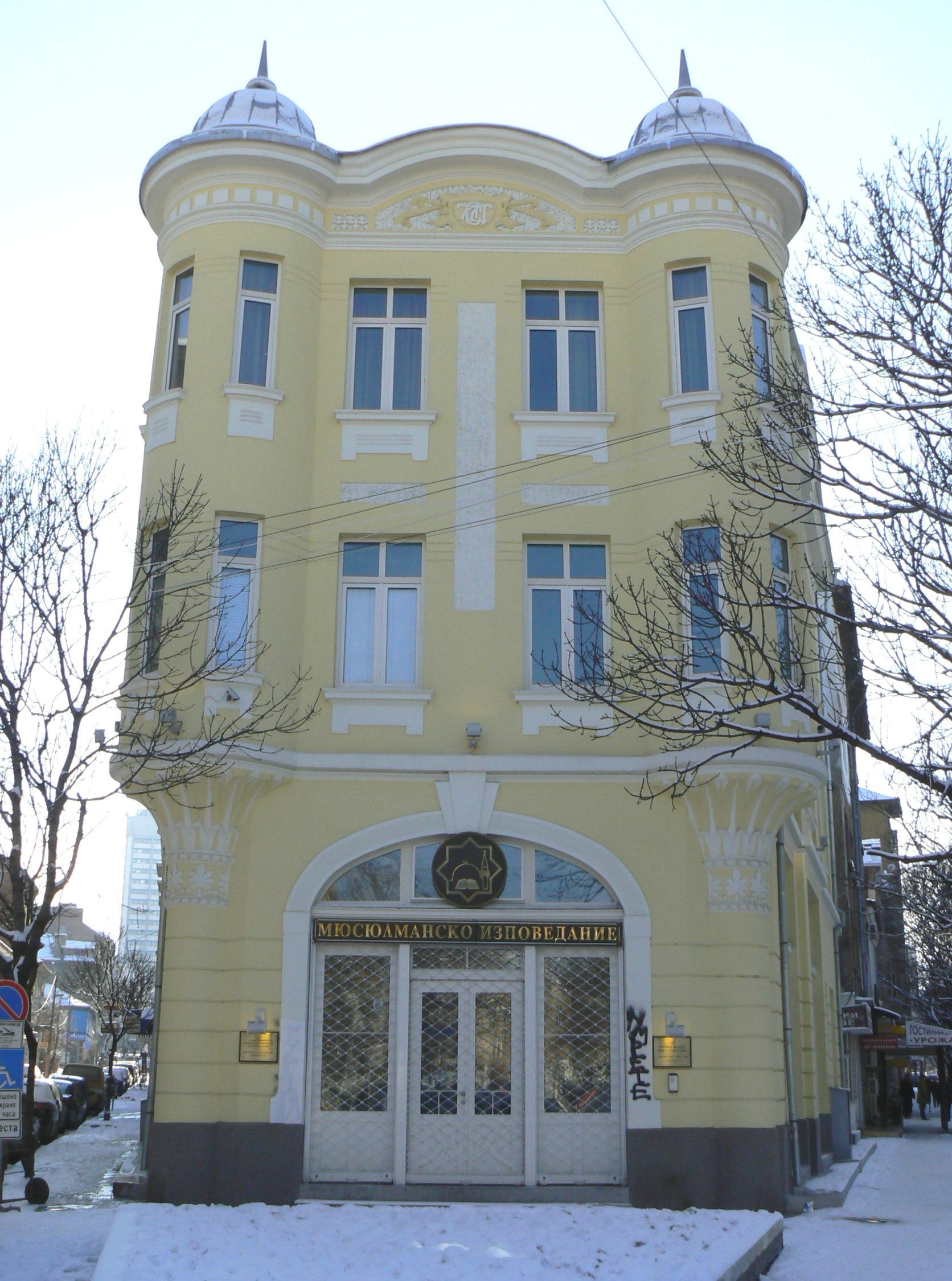
ブルガリア大ムフティー事務局

民族別人口に関する2011年の国勢調査によると、ブルガリアのムスリムは以下のグループに分かれる。
- トルコ系ブルガリア人（英語版） - 444,434人、内420,816人がスンナ派、21,610人がシーア派
- ムスリム・ブルガリア人（ほぼすべてポマク）- 67,350人
- ロマ - 42,201人
- 合計 - 577,139人

オスマン帝国時代に支持されていたイスラム教の宗派であるスンナ派を信仰する者はブルガリア国内のムスリムの大部分に相当する546,004人である。しかしながら、メヴレヴィー教団やクズルバシュ、ベクタシュ教団のようなシーア派の信者もまた存在しており、約27,407人のシーア派ムスリムは主にラズグラト、スリヴェン、シリストラに居住している。2011年の国勢調査では、ブルガリアの全人口の31.1％が信仰する宗教を回答しておらず、10%は出身民族の回答を望んでいない点も留意すべき点である。国勢調査の内任意回答となる民族自決の項目ではトルコ系ブルガリア人の内14,698人が「無宗教」と回答しており、39,529人は信仰する宗教について回答していない。
アフマディーヤ・ムスリムコミュニティはブルガリア国内では規模が小さいが、多数派ムスリムの宗派との方法論の不一致のため、アフマディーヤとしての彼らの信仰は禁じられている。
ブルガリア国内最大のモスクはシュメンにあるトンブルモスクであり、1744年に設立された。

## 歴史
ブルガリアによるムスリムとの接触に関する最初の記述はブルガリアの領土にイスラム教伝道師が来訪した9世紀半ば、ローマ教皇ニコラウス1世から第一次ブルガリア帝国のボリス1世へと宛てた、サラセン人を根絶させなければならないとした手紙に見ることができる。シメオン1世の治世中、ブルガリア美術の中に些細なイスラム教の影響が見え始めるが、これらはビザンツ帝国の影響までたどりうるものであると考えられている。その後11～12世紀の間、クマンやペチェネグのような遊牧民族のトルコ系部族がブルガリアに侵入、ビザンツ帝国と交戦した。学者によれば、この中にはムスリムがいたとされる。
13世紀、セルジューク朝によるドブロジャへの移動もまた影響のある出来事であった。1362年、オスマン帝国はアドリアノープル（現代のエディルネ）の街を攻略、その二年後にはプロヴディフ付近まで侵攻していた。ソフィアの街は1385年に陥落した。14世紀後半、オスマン帝国によるバルカン半島支配により、イスラム教は征服されたブルガリアの土地へと広まることとなった。19世紀後半、露土戦争後にブルガリア解放が起きるまで、国内においてイスラム教の影響拡大は続いた。ソフィアの大ムフティー事務局によると、ブルガリアをオスマン帝国が支配していた時代には2,356のモスク、174のテッケ、142のマドラサ、400のワクフがあった。露土戦争後、多くのイスラム教関連の土地が非軍事的な用途のため破壊もしくは没収されることとなった。現在、ブルガリア国内には1458のモスクがある。
ブルガリア正教会を含む他の宗教を信仰するものと同じく、ムスリムは無神論を掲げ宗教コミュニティを弾圧するマルクス・レーニン主義信奉者、トドル・ジフコフ率いる政権が実行した信教の自由に関する制限に苦しんだ。ブルガリアの共産主義政権は、伝統的なムスリムの信仰は政教分離を推進する共産主義のイデオロギーに完全に反すると宣言した。1989年、共産主義体制であったジフコフ政権による同化政策の結果として、310,000人のトルコ系移民がブルガリアから脱出した。1984年に開始されたこの計画はブルガリア国内のすべてのトルコ系移民と他のムスリムに対しブルガリア式の名前へと改名し、あらゆるムスリムの習慣を放棄することを強制するものであった。1984年に実行された同化政策の動機は明らかになっていないが、多くの専門家がトルコ系移民とブルガリア人の出生率の不均衡が主な要因であったのではないかと考えている。共産主義体制崩壊後、ブルガリアのムスリムは再び信教の自由を謳歌するようになった。いくつかの村では若者向けのクルアーン学習コースを制定した（ジフコフ政権下においては、クルアーンの学習は完全に禁止されていた）。ムスリムは独自の新聞であるMusulmaniもブルガリア語とトルコ語の二ヶ国語で発行するようになった。

## 生活

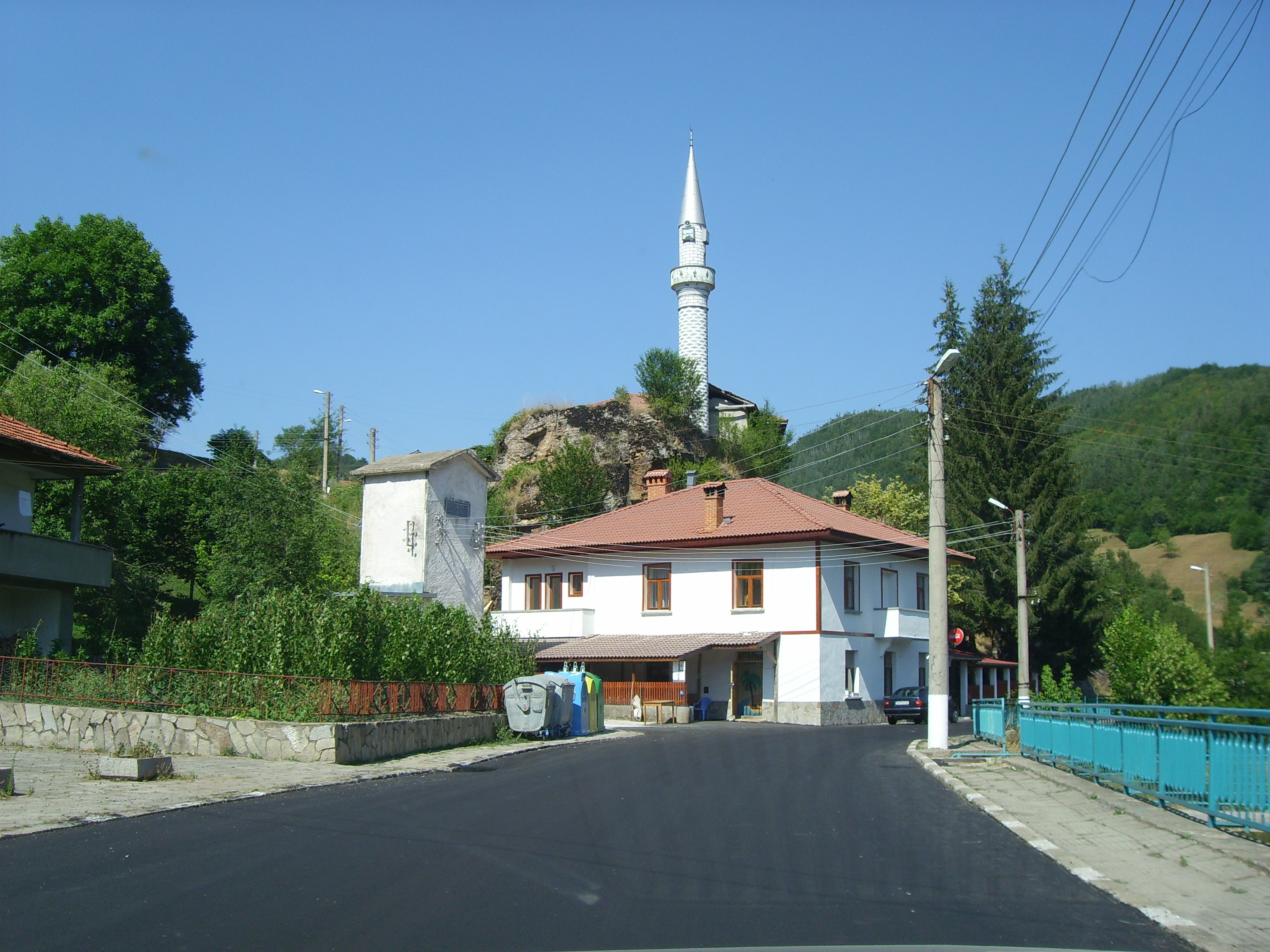
ブルガリアのムスリムが居住する、アルダにあるモスク

2011年、25年をかけた初の研究によれば、850人のムスリムの回答者の内48.6％が自身を信心深いと回答しており、さらに28.5％は極めて信心深いと回答している。また、約41％はモスクを訪れたことがなく、59.3％は家で礼拝を行っていないと回答している。0.5％の者は、論争はイスラム法であるシャリーアに則って解決すべきであると考えており、79.6％の者は学校でヴェールを被ることは受け入れがたいと回答している。回答者の内88％は自身の息子に割礼を行うと回答しており、96％は自身の親戚による埋葬の方法の観察を行うと回答している。回答者の内半数以上が結婚なしの同棲は受け入れがたいことであると回答しており、39.8％が豚肉を食し、43.3％がアルコールを摂取している。

## ギャラリー

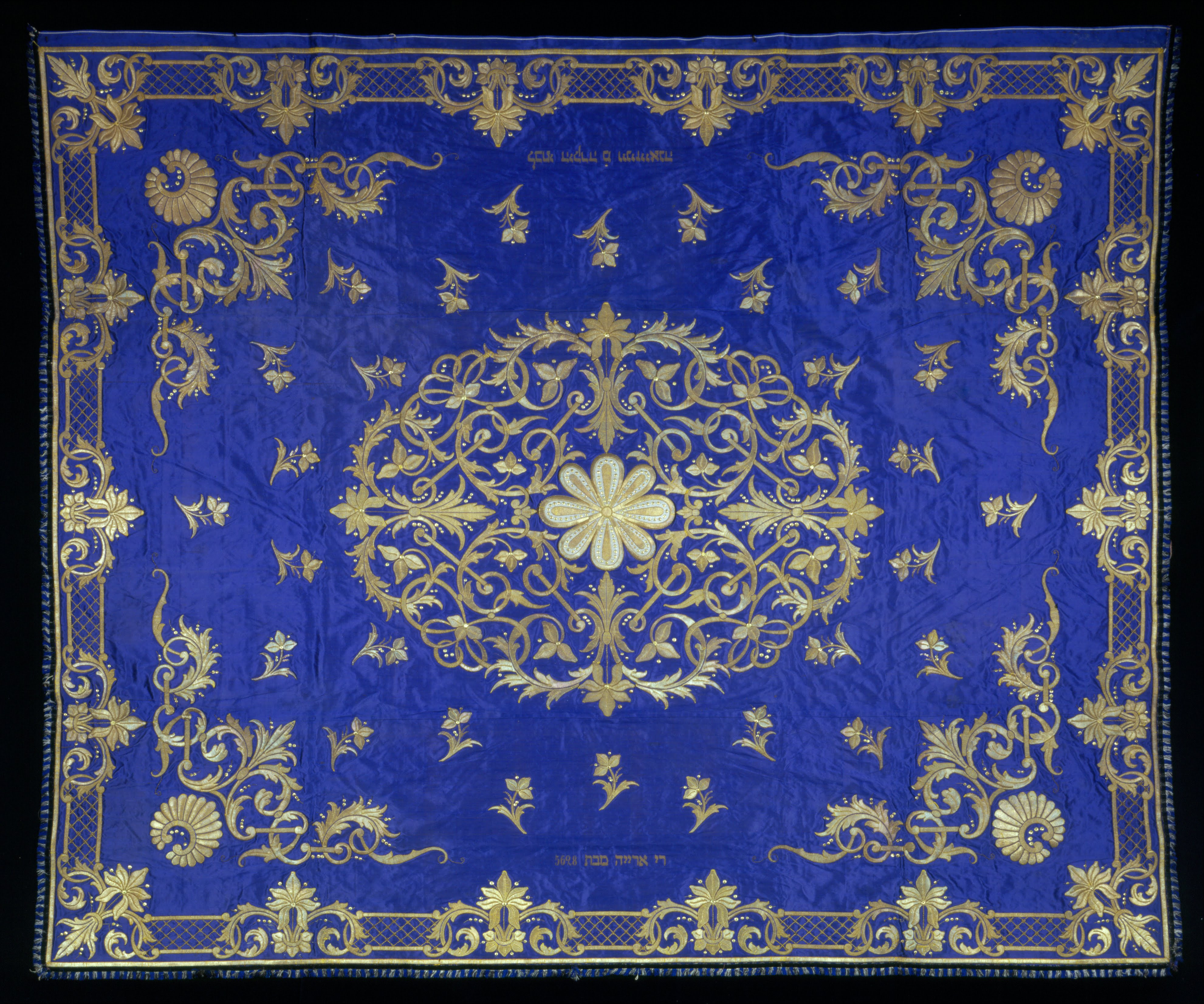
オスマン帝国時代の天蓋